# KB Peja
El KB Peja  es un club de baloncesto profesional de la ciudad de Peć, que milita en la ETC Superliga, la máxima categoría del baloncesto kosovar, en la Balkan League y en la FIBA Europe Cup, la cuarta competición europea. Disputa sus partidos en el Karagaq Sports Hall, con capacidad para 3500 espectadores.
Es uno de los clubes más laureados de Kosovo, ya que tiene 6 ligas (1993, 1994, 1995, 1996, 2004, 2013) y 4 copas (1994, 1997, 2011, 2015), además de ser el segundo equipo kosovar en jugar competición europea.

## Historia
El equipo fue fundado oficialmente el 13 de marzo de 1993 por Ilhami Gashi, que fue el primer propietario del club. El primer entrenador del equipo fue Valdet Spahija (que hacía las veces de entrenador-jugador) y la primera plantilla estuvo compuesta por el propio Valdet Spahija, Riza Gjakova, Ahmet Nimani, Besim Gjuka, Sebajdin Sylejmani, Agim Lluka, Agim Beqiraj y Turhan Zajmi.
En la temporada 1996-97, KB Peja jugó en la Liga e Pare (2ª división) debido a algunos problemas con la Federación de Baloncesto de Kosovo. No jugó en cualquier liga organizada por la Federación de Baloncesto de Kosovo en la temporada 2003-2004.
La denominación del club fue de KB Peja hasta 2001, cuando Ekrem Lluka compró el club y le cambió el nombre a KB Dukagjini Pejë (Dukagjini era una de las empresas familiares más importantes de Albania). En 2005, el club se volvió a denominar KB Peja. 
En la temporada 2016-2017, KB Peja disputará por primera vez en su historia la FIBA Europe Cup.
En la temporada 2024-2025, Diego García asume la dirección del equipo siendo el primer entrenador español en dirigir al KB Peja

## Nombres
- KB Peja (hasta 2001)
- KB Dukagjini Pejë (2001-2005)
- KB Peja (2005-presente)

## Posiciones en liga
| - 1993: 2º-(1) - 1994: 1º-(1) - 1995: 1º-(1) - 1996: 1º-(1) - 1997: 1º-(2) - 1998: No hubo liga - 1999: No hubo liga - 2000: 2º-(1) | - 2001: 4º-(1) - 2002: 4º-(1) - 2003: 3º-(1) - 2004: 2º - 2005: 2º - 2006: 3º - 2007: 4º - 2008: 2º | - 2009: 2º - 2010: 4º - 2011: 3º - 2012: 3º - 2013: 1º - 2014: 2º - 2015: 2º - 2016: 1º |

## KB Peja en competiciones europeas
FIBA Europe Cup 2016-17
| Fase de grupos | Gaziantep     | KB Peja     | - | - |
| Fase de grupos | KB Peja       | Uşak vs AEK | - | - |
| Fase de grupos | Tartu vs Cluj | KB Peja     | - | - |

## KB Peja en la Balkan League
| Equipo           | 2013/2014     | 2014/2015                      | 2015/2016                     |
| Balkan Botevgrad | 79-67 / 96-76 | No participó                   | No participó                  |
| Bashkimi Prizren | No participó  | No participó                   | 83-70 / 82-73                 |
| Beroe            | No participó  | No participó                   |                               |
| Galil Gilboa     | 66-76 / 2-0   | No participó                   | No participó                  |
| Kožuv            | 68-62 / 84-79 |                                | 77-76 / 72-67                 |
| Kumanovo 2009    | 81-75 / 93-85 | 89-88 / 83-93                  | No participó                  |
| Levski Sofia     | 78-86 / 69-81 | No participó                   | 75-68 / 66-90 / 79-85 / 87-91 |
| Lovćen           | No participó  | No participó                   | 78-61 / 65-82                 |
| Mornar Bar       | No participó  | 87-80 / 65-72                  |                               |
| Rilski Sportist  | No participó  | 91-93 / 105-97 / 66-82 / 62-63 | No participó                  |
| Sigal Prishtina  | 65-80 / 72-70 |                                | 72-74 / 85-84                 |
| Sutjeska         | No participó  | 83-64 / 86-84                  | No participó                  |
| Teodo Tivat      | 70-66 / 82-79 | 77-69 / 78-71                  | 83-79 / 91-95                 |
| U.Craiova        | 80-65 / 85-75 | 60-67 / 97-75                  | No participó                  |
| Posición         | 7º            | 3º                             | 6º                            |
| Resultado        | (6-10)        | (7-7)                          | (9-5)                         |

## Palmarés
- Campeón de la ETC Superliga

1993, 1994, 1995, 1996, 2004, 2013
- Campeón de la Copa de baloncesto de Kosovo

1994, 1997, 2011, 2015
- Campeón de la Supercopa de Kosovo

1997, 2015
- Final-Four de la Balkan League

2015

## Jugadores destacados
| - Aleksander Damo - David Dedvukaj - Bledar Gjecaj - Endrit Hysenagolli - Sokol Kasmi - Gerti Shima - Mirza Ahmetbašić - Adnan Bajramović - Kresimir Batinic - Narcis Begovac - Stanko Rezo - Nedžad Spahić - Nikolay Balev - Kristiyan Borisov - Nenad Delić - Goran Kalamiža - Petar Kuzmanić - Ivica Marić - Vedran Morović - Zoran Pehar - Luka Petkovic - Marijan Pojatina - Eduard Pulja - Hrvoje Puljko | - Teo Simović - Valdet Grapci - Muhamed Hasani - Edis Kuraja - Blerim Mazreku - Fisnik Rugova - Valdet Spahija - Alban Veseli - Zlatko Gocevski - Enes Hadžibulić - Ylber Jusufi - Dimitar Mirakovski - Nagip Shala - Aleksandar Sovkovski - Radomir Marojevic - Darko Vujacic - Carlos Morban - Dieng Bassirou - Ardit Beqiri - Jan Močnik - Dragan Pusic - Fahrudin Djulovic - Mario Austin - Cyril Awere | - Kevin Burwell - Duane Carter - Nicholas Covington - Gregory Danielson - Roland Davis - Ronald Davis - Ephrem Davis - Acie Earl - Mario Edwards - David Fanning - Daymond Forney - Christopher Garnett - Brandon Gatlin - Fred House - Carl Jones - Anthony Knox - Jerome LaGrange - Ricardo Marsh - Sam Muldrow - Jaleel Nelson - Jason Price - Chris Reaves - Janou Rubin - Eric Salley | - Dustin Scott - Chris Smith (baloncestista nacido en 1987) - Lincoln Smith - Brad Stricker - A.J.West - Kenny Whitehead - Nic Wise - Florian Miftari - Samir Shaptahoviç - Jozo Brkić - Alen Trepalovac - Vladan Đoković - Harouna Mutombo - Vedran Bosnic - Ersid Ljuca - Muhamed Thaci - Dardan Berisha - Samir Zekiqi - Theo Little - Enes Salihi - Besim Tafilaj - George Odufuwa |

## Entrenadores
| Nombre            | Años          |
| ----------------- | ------------- |
| Valdet Spahija    |               |
| Robert Matijević  | 2006–2007     |
| Bujar Loci        | 2007–2011     |
| Ivica Marić       | 2011-2012     |
| Rudolf Jugo       | 2012-2013     |
| Danijel Lutz      | 2013-2014     |
| Boban Savović     | 2013-2014     |
| Borislav Kurtović | 2014-2015     |
| Branimir Pavić    | 2015-presente |